# 沃辛頓 (肯塔基州)
沃辛頓（英語：Worthington）是一個位於美國肯塔基州格里納普縣的城市。

## 地方資料
根據2020年美國人口普查的數據，沃辛頓的面積為3.23平方千米，當中陸地面積為2.94平方千米，而水域面積為0.29平方千米。當地共有人口1501人，而人口密度為每平方千米464.71人。